# حلزون‌های ماه‌وش
حلزون‌های ماه‌وش (نام علمی: Naticidae) نام یک تیره از رده شکم‌پایان است.

## نگارخانه

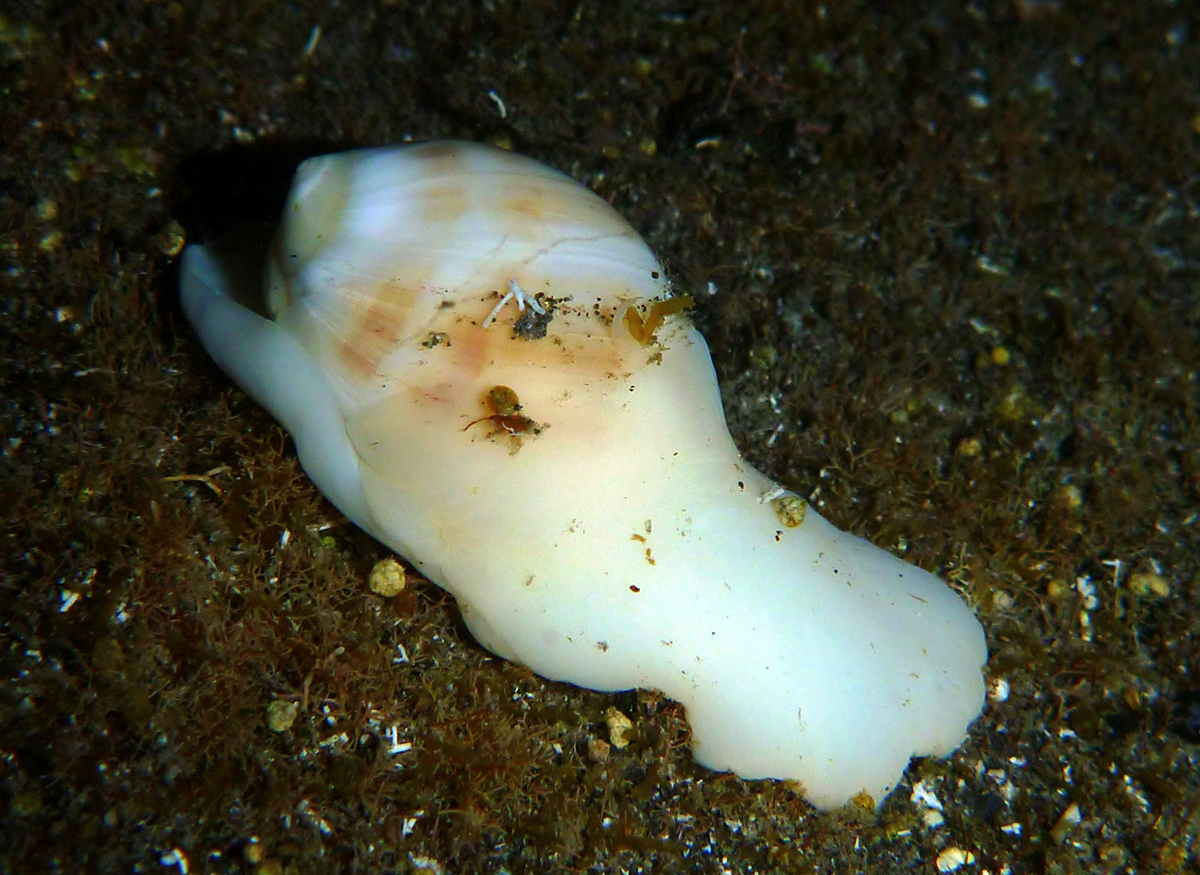
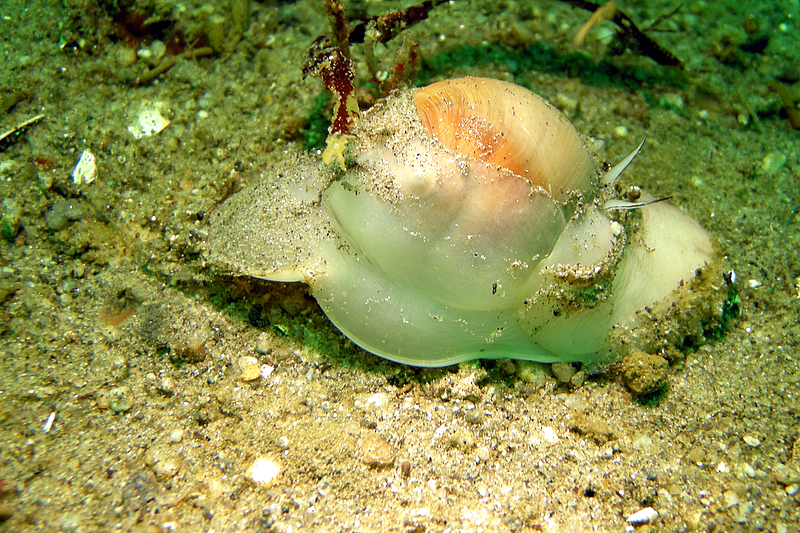
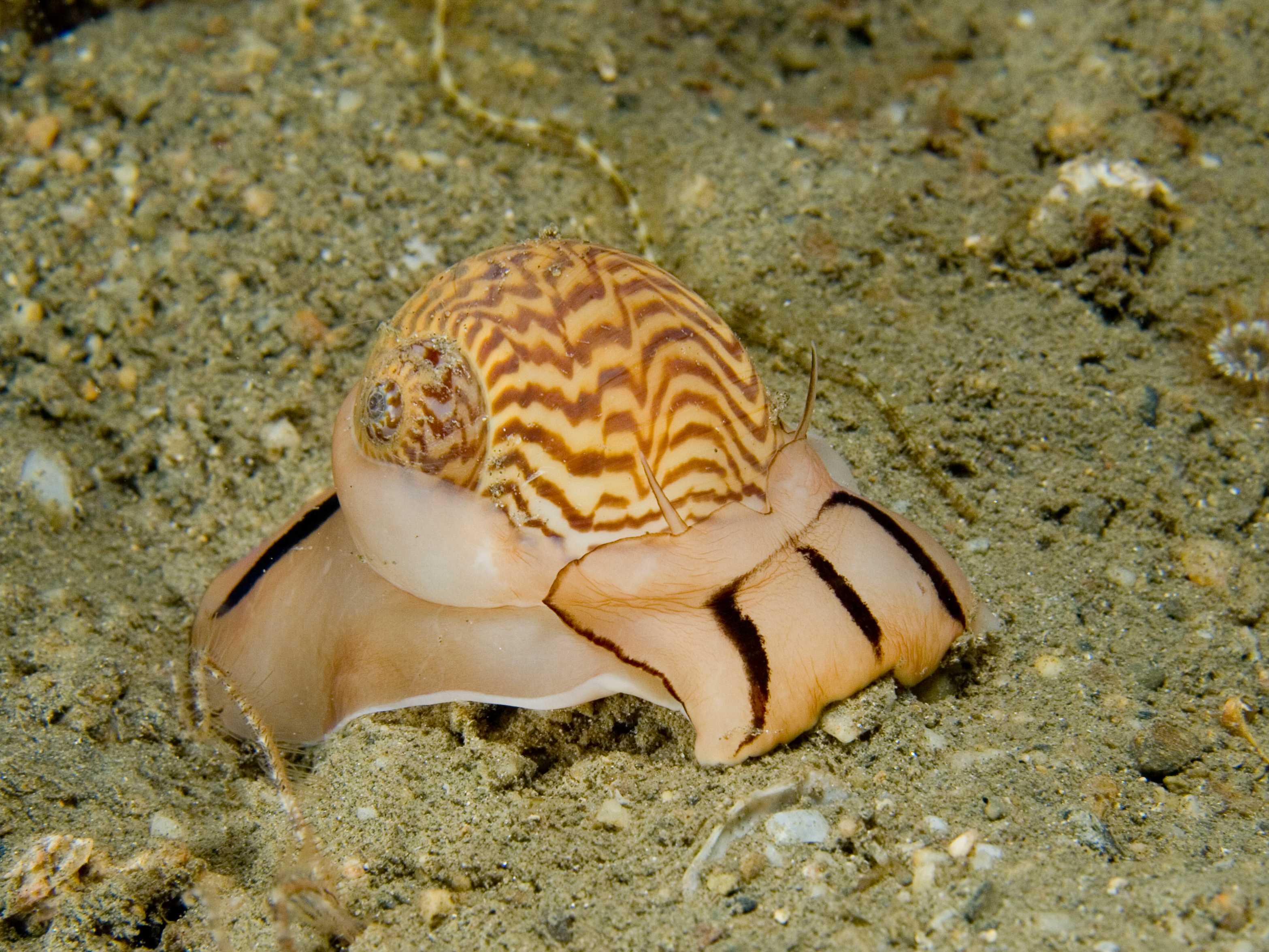
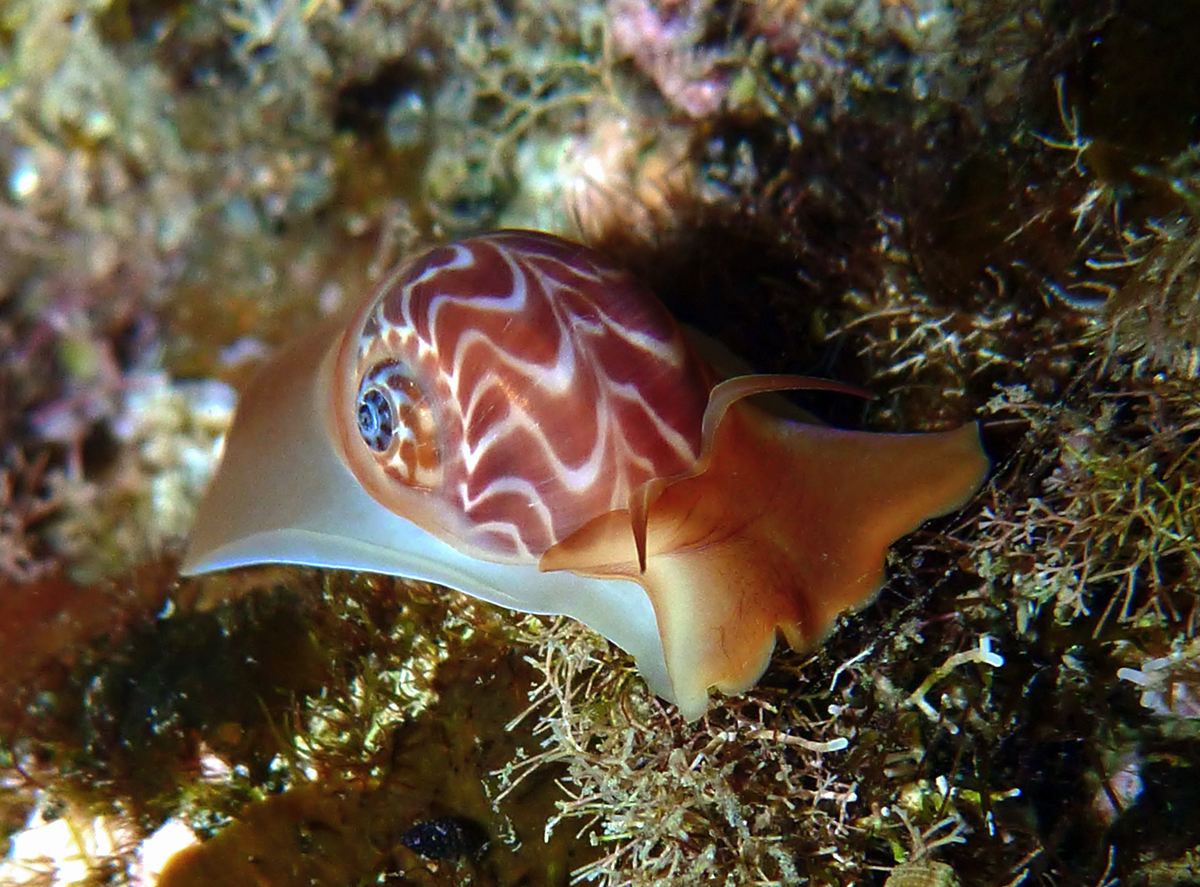
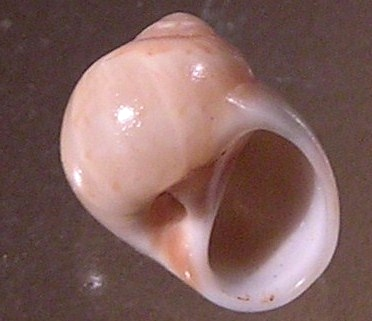
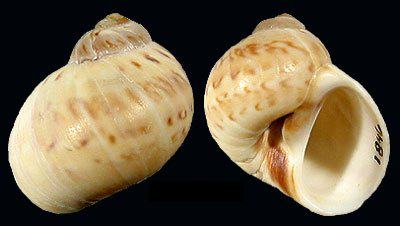
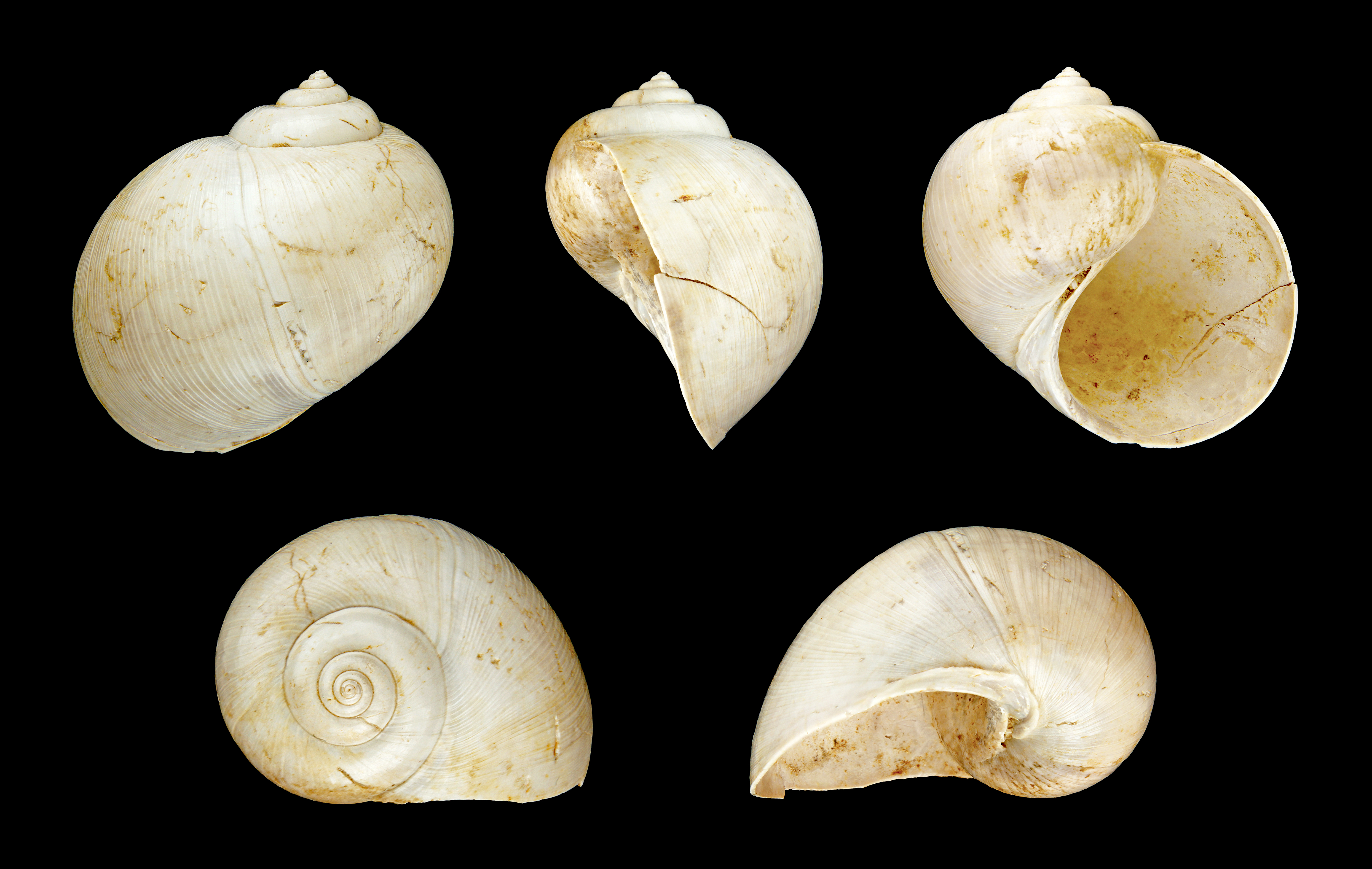
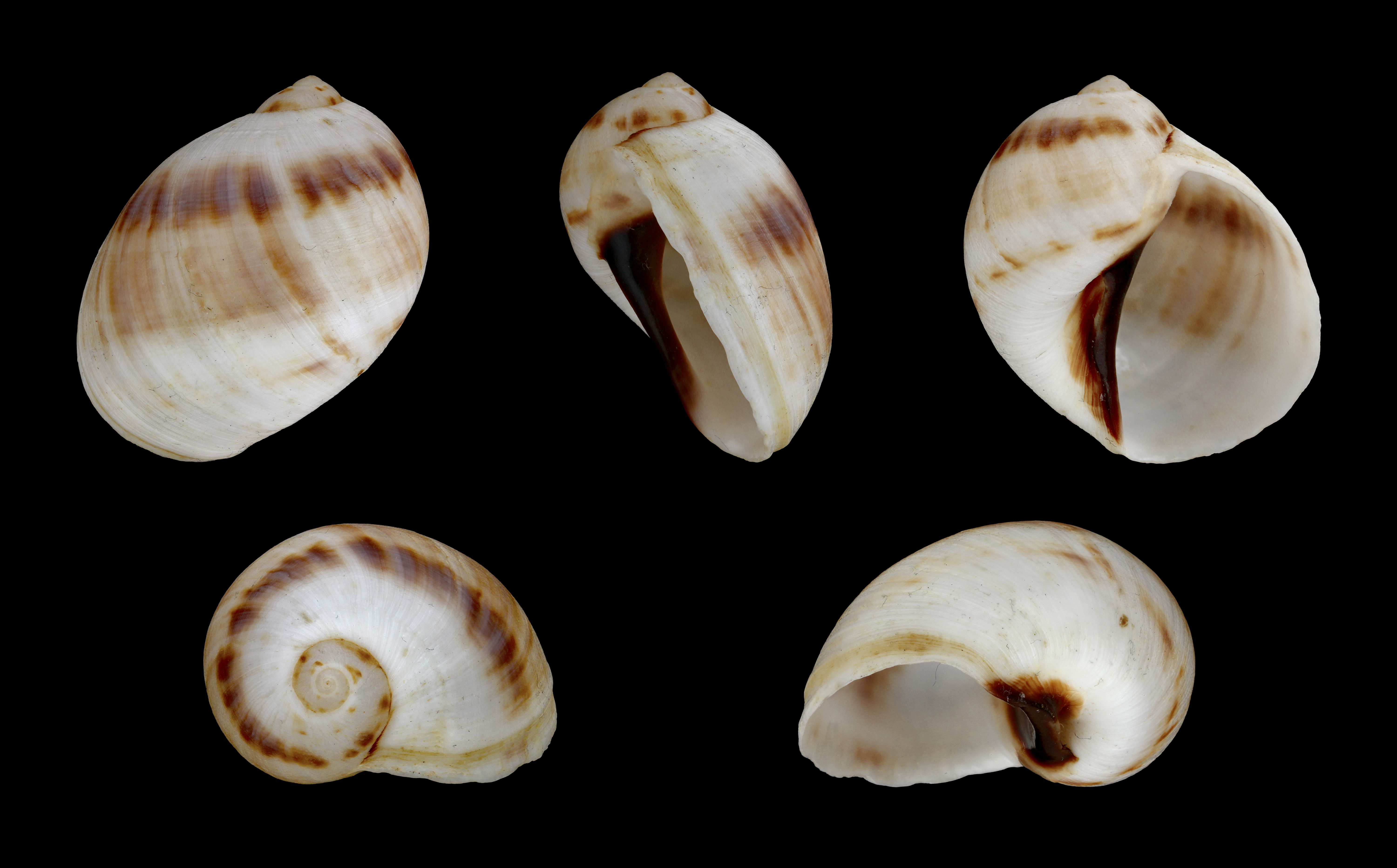
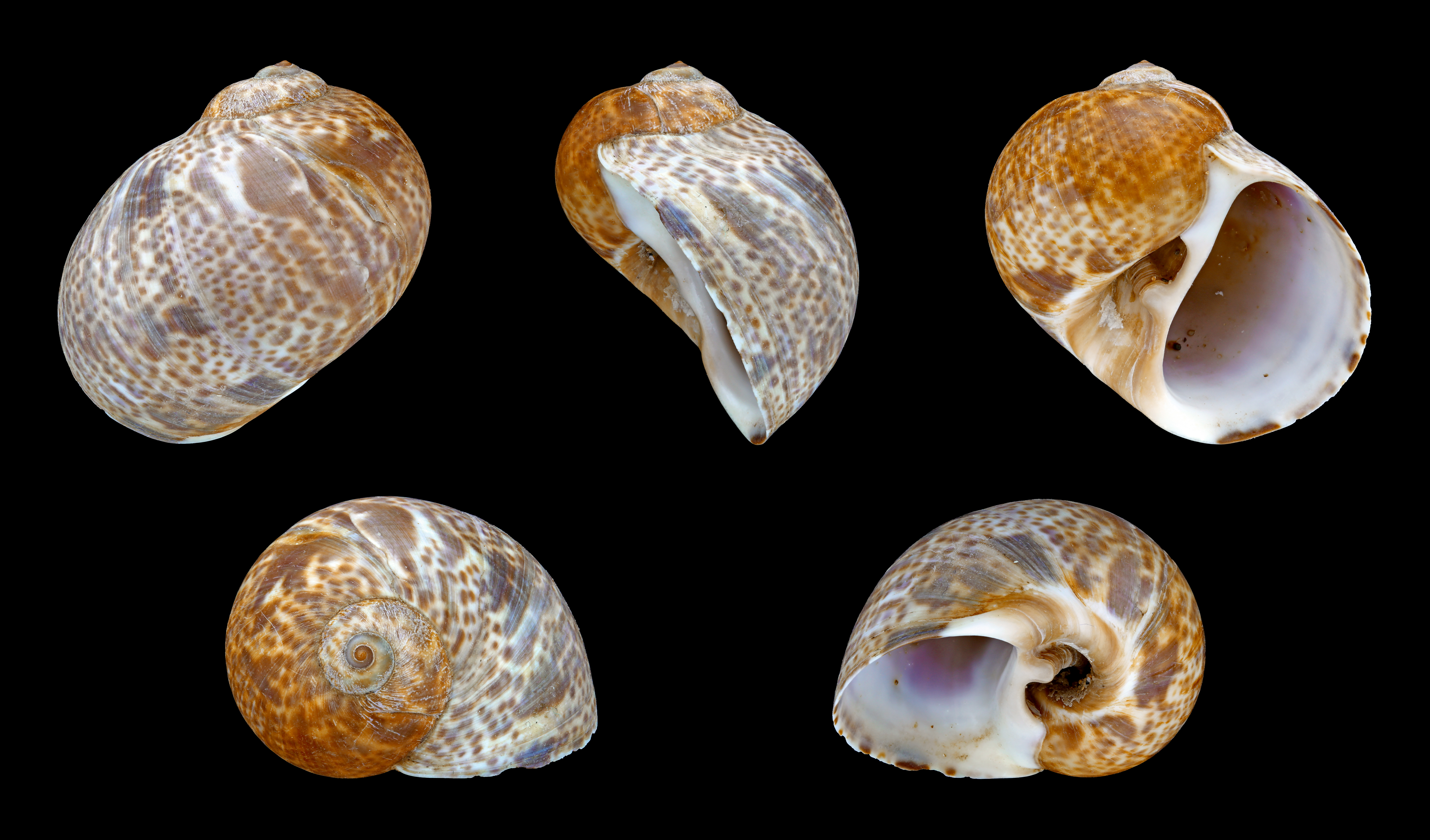
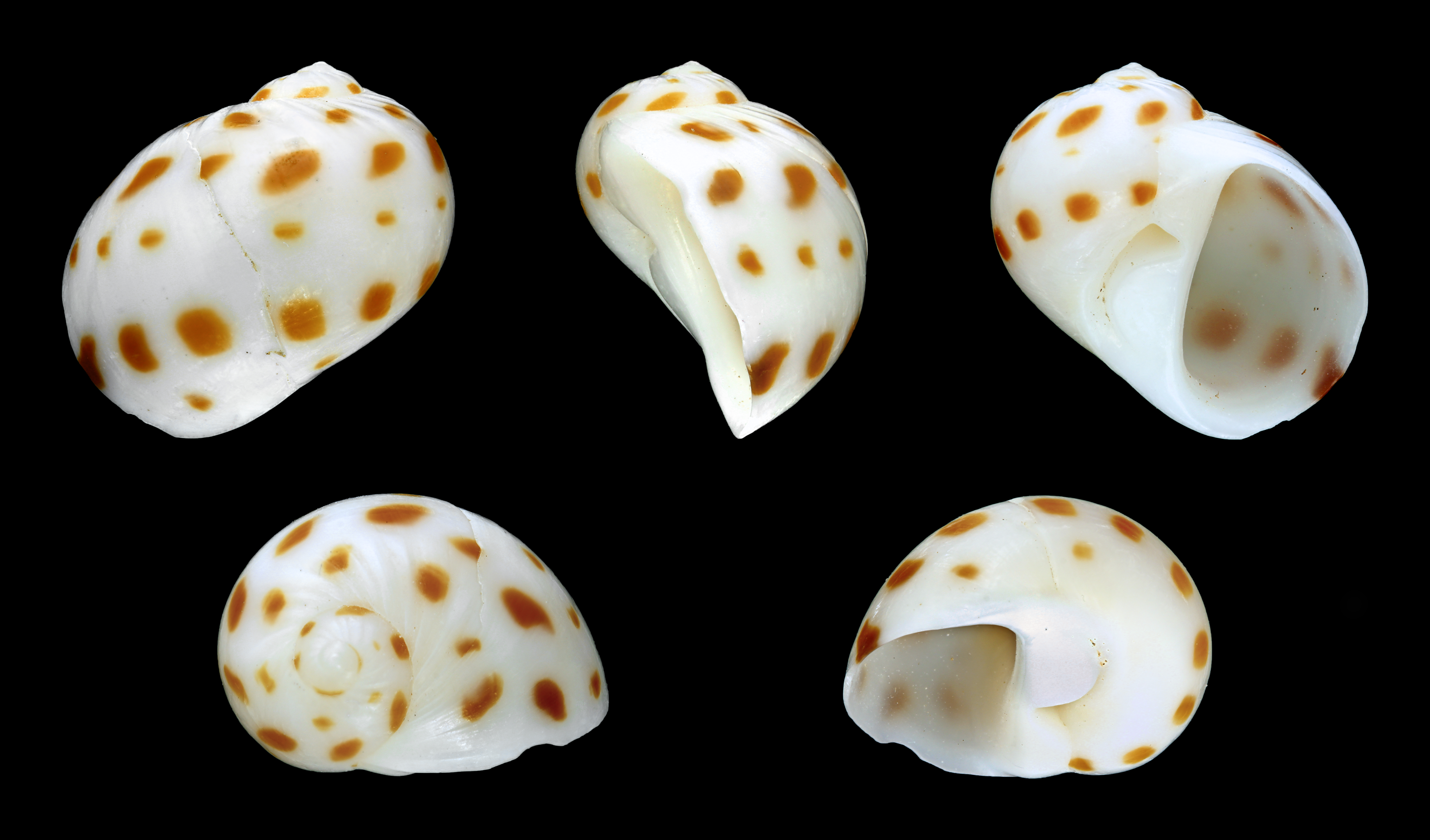
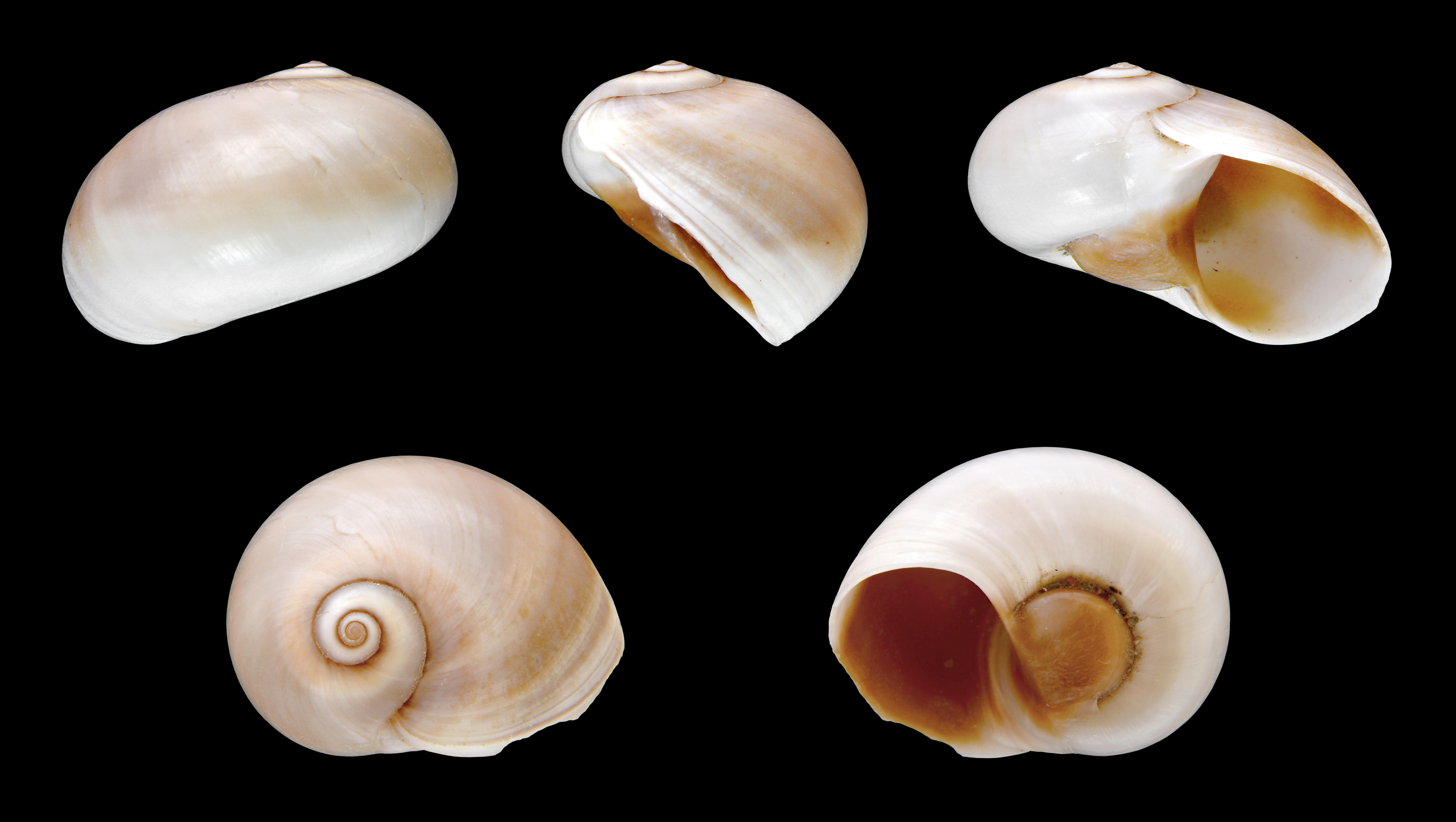
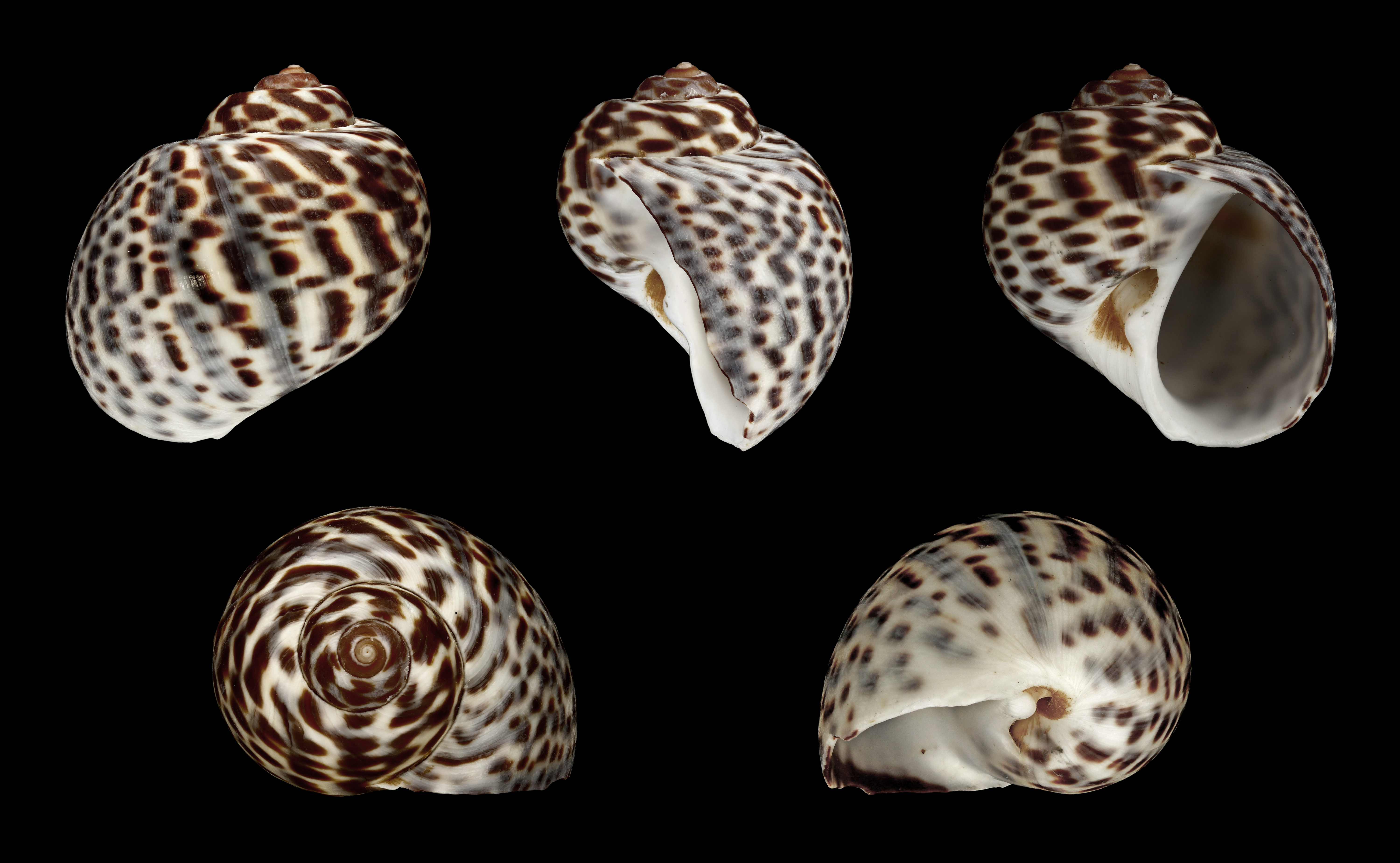
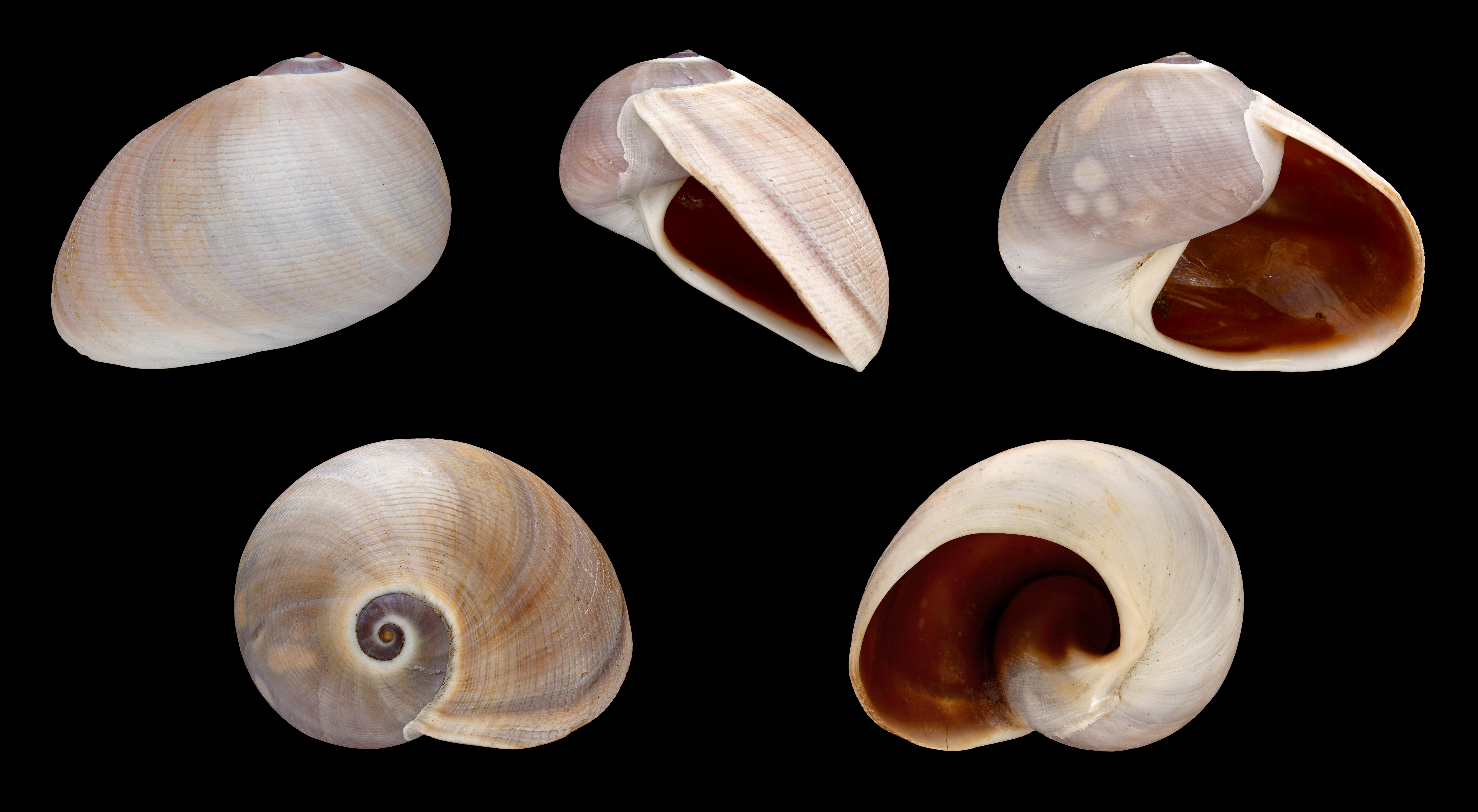
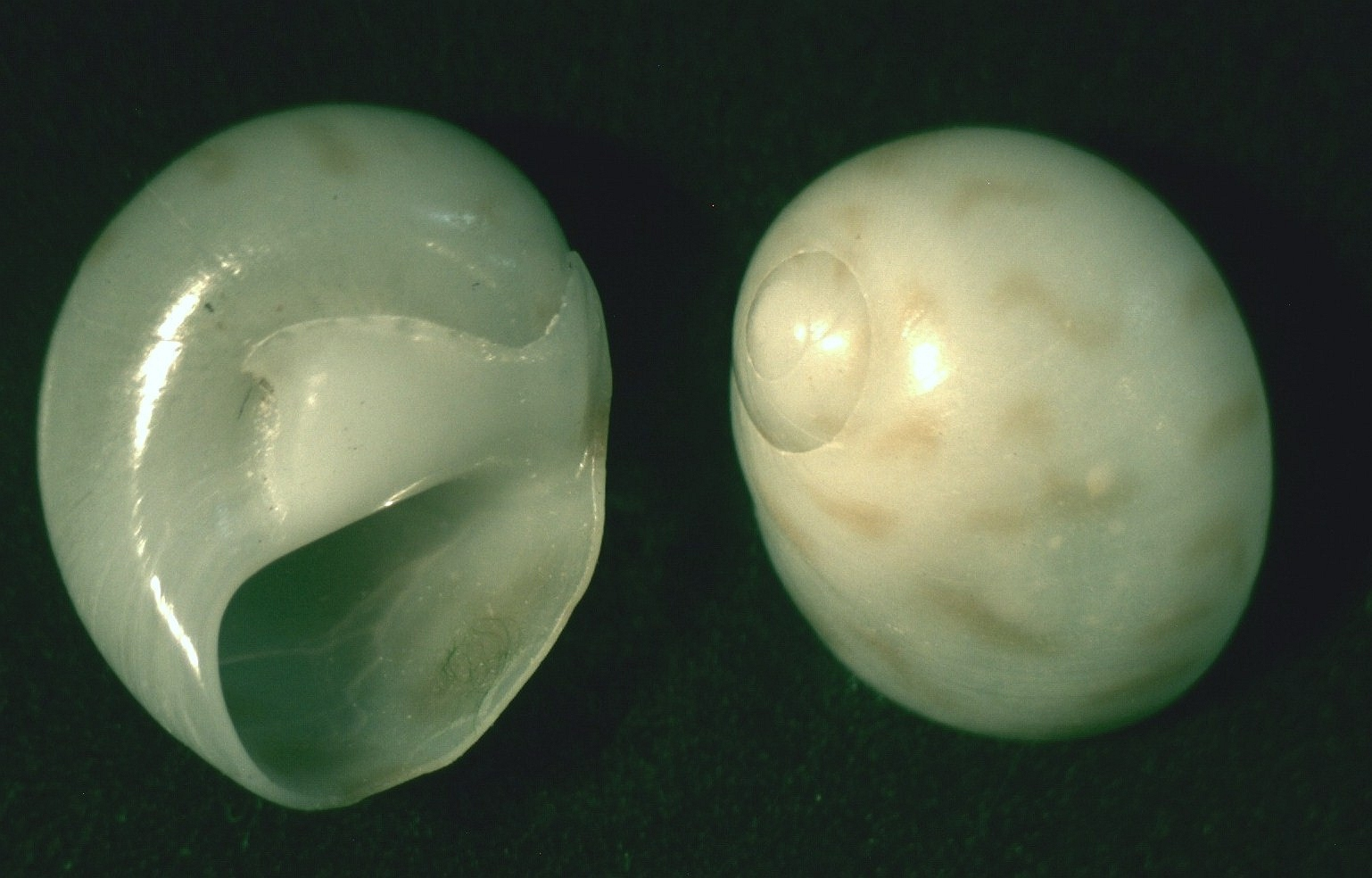